# Pavao Mladen Nikola Mardešić
Pavao Mladen Nikola Mardešić (* 29. Mai 1895 in Komiža, Vis, Österreich-Ungarn; † 9. Oktober 1978 in Split, Kroatien) war ein kroatischer Schiffbauingenieur, Erfinder und Lexikograf.

## Leben
Mardešić besuchte von 1901 bis 1906 die Grundschule von Komiža und von 1906 bis 1913 das Gymnasium Velika Realka in Split. 1913 schrieb er sich zum Studium des Schiffbaus an der Technischen Hochschule Wien ein.
Wegen des Ersten Weltkrieges musste er jedoch sein Studium unterbrechen. Im Ersten Weltkrieg kämpfte er als Infanterieleutnant an der Italienfront an der Piave und am Isonzo.
Mardešić studierte bis 1922 Schiffbau an der Technischen Hochschule Wien. 1923 ging er nach Deutschland, wo er an der Hamburgischen Schiffbau-Versuchsanstalt und in den Jastram-Werken arbeitete. 1929 ging er nach Antofagasta, Chile, wo er für die Salpeterfabrik Lautaro Nitrate Co. Ltd. de Antofagasta als Werksleiter arbeitete. Als die Fabrik 1930 bankrottging, kehrte Mardešić nach Split zurück. Hier eröffnete er die Werft Ing. P.J. Mardešić und stellte 15 Arbeiter ein. In dieser Werft stellte er kleinere Holzschiffe, wie Jachten und Segelboote, her. Nachdem 1932 seine Werft geschlossen worden war, wechselte er als Leiter des Konstruktionsbüros zur Spliter Werft Brodosplit. 1944, nach der Befreiung Splits, beteiligte er sich am Wiederaufbau der Werft und des Arsenals der Marine in Tivat.
1954 ging Mardešić in den Ruhestand, arbeitete aber weiterhin für die Inspektions-, Klassifikations- und Zertifizierungsgesellschaft Bureau Veritas. Für diese Arbeit kehrte er von 1964 bis 1967 ins aktive Berufsleben zurück.

## Arbeitsgebiete
Mardešić arbeitete an der Konstruktion, dem Wiederaufbau, dem Bergen, der Restaurierung und dem Bau von Küstenfahrgastschiffen, Hochgeschwindigkeitspatrouillenbooten und Torpedobooten für die Marine. Er meldete 1931 ein Patent zum Bau von Holzbooten ohne Leckwasser an. 1932 gewann sein hohles leichtes Paddel auf der 7. Internationalen Messe Thessaloniki eine Goldmedaille.
Mardešić war langjähriger technischer Berater des Instituts für Ozeanographie und Fischerei (kroatisch: Institut za oceanografiju i ribarstvo) in Split. Er fertigte für das Institut einen speziellen Verschluss für Planktonnetze und konstruierte ein Forschungsschiff zur Erforschung des Mittelmeers bis in eine Tiefe von 4500 m, das aber nicht gebaut wurde.
Mardešić konstruierte ein Schiff zum Verlegen von Bojen für die Seefahrtsverwaltung in Split. Er beteiligte sich an der Arbeit von Unternehmen im Bereich Meer und Technologie und übersetzte technische Dokumentationen.
Mardešić schrieb ein Wörterbuch des in Komiža und auf der Insel Vis gesprochenen Dialektes, in dem er auch über die Geschichte der Insel, die Wirtschaft, Bildung und das Leben auf der Insel vor dem Ersten Weltkrieg berichtet. Sein Wörterbuch wurde von der Jugoslawischen Akademie der Wissenschaften und Künste (JAZU) in den Dialectological Proceedings 4 1977 veröffentlicht.

## Familie
Die Familie Mardešić wurde in Komiža auf der Insel Vis seit 1539 erwähnt. Pavao Mladen Nikola Mardešić war Sohn des Leuchtturmwärters Sibe Mardešić. Mardešić heiratete 1920 Anka Mardešić, geborene Karaman (1898–1986). Er war Vater des Mathematikers Sibe Mardešić und Großvater des Mathematikers Pavao Mardešić.

## Fußball
Mardešić gehörte 1911 zu den ersten Spielern des neu gegründeten Fußballklubs Hajduk Split. Er spielte beim legendären ersten (Trainings-)Spiel des Klubs am 16. April 1911 im Stadion Stari plac für die B-Mannschaft. Das Spiel endete 7:0 für die A-Mannschaft (erste Halbzeit 3:0).
- Die Spieler der A-Mannschaft waren: Joseph Buchberger, erster Torwart von Hajduk, Petar Bonetti, Josip Namar, Mario Righi, Ermenegild Rosseg, Vilibald Zuppa, Kruno Kolombatović, Antun Righi, Stipe Sisgoreo, Ivan Tudor und Šime Raunig.
- Die Spieler der B-Mannschaft waren: Marko Margetić, Pavo Mardešić, Paško Fabris, Božo Nedoklan, Josip Cotić, Lucijan Stella, Luka Fakač, Ante Mardešić, Fabjan Lukas, Paško Sisgoreo und Krunoslav Bonačić.

Da Mardešić nur an diesem einen Spiel für Hajduk teilnahm, wird er nicht in der offiziellen Spielerliste des Fußballklubs genannt.

## Veröffentlichungen (Auswahl)
- Rječnik komiškoga govora, Hrvatski dijalektološki zbornik, No. 4, 1977 Download als PDF (11 MB) möglich